# 趙欽湯
趙欽湯（1536年—1614年），字子质，又字師商，號心盤，山西平陽府解州人，明朝政治人物。

## 生平
嘉靖四十年（1561年）辛酉科山西鄉試第九名舉人。隆慶二年（1568年）中式戊辰科會試第三百八十二名，三甲第一百九十五名進士。授掖縣知縣，擢戶部主事，改兵部，出爲陝西鳳翔府知府，十二年陞陕西副使，丁憂歸。十六年復除山東副使，歷湖廣左參政、山東分巡济南按察使、河南右布政使，萬曆二十六年（1598年）陞浙江左布政。陞應天府府尹。萬曆三十二年（1604年）陞南京通政使。三十三年官至總督糧儲南京戶部右侍郎兼都察院右僉都御史，三十七年乞致仕，不允。三十八年回籍养病，萬曆四十二年（1614年）卒，年七十九。次年赠户部尚书

## 著作
有《關公祠志》。疏稿書牘外，有《南華騷選》、《音義》、《地理通鑑》。

## 家族
曾祖趙志亨；祖父趙景德；父趙良臣，母王氏。
有子趙標，萬曆進士。